# Apomecyna varia
Apomecyna varia là một loài bọ cánh cứng trong họ Cerambycidae.